# Glandularia tampensis
Glandularia tampensis là một loài thực vật có hoa trong họ Cỏ roi ngựa. Loài này được (Nash) Small mô tả khoa học đầu tiên năm 1933.